# Aldar Köse
Aldar köse (kazakul: Алдар көсе) türk népmesehős, a "csaló hős" típusának megtestesítője. A mesékben egy trükkös fickó, aki becsapja a kapzsi gazdag, gonosz kánokat, segít a szegényeken és a gyengéken.  A Kazahsztáni történelmi lexikon "ravasz hazudozóként" emlegeti.
Nevének jelentése: szakálltalan szélhámos ('köse' szakálltalan, aldar 'csaló', 'szélhámos', 'trükkös fickó').

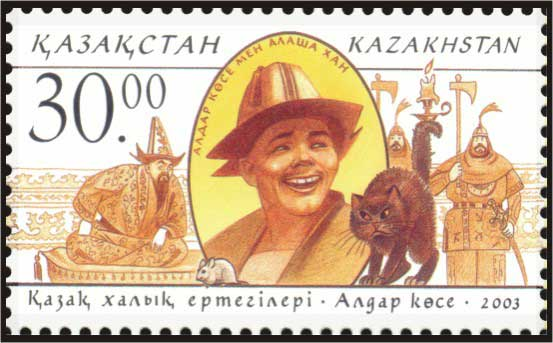
Kazahsztáni postabélyeg Aldar Köse ábrázolásával, 2003

## Színművészet és film
Az 1940-es évek elején jelent meg Shakhmet Khusainov Aldar-Köse című népi komédiája. 1964-ben egy szovjet filmet készítettek Aldar-Köse címmel, Sh. Aimanov rendezésében. Türkmenisztánban 1970-ben jelent meg egy gyermekfilm, a Prikluchenia Aldar-Köse (Aldar Köse kalandjai).
Egyéb alkotások:
- Aldar-Köse / szakálltalan szélhámos (1964)
- Aldar-Köse (rajzfilm, 1976)
- Aldar-Köse túljárt a tigris eszén (animáció, 1976)
- Aldar-Köse (2011)
- Aldar Kösenіñ köñіldі oqigalary - 83 sorozat. Gyártó stúdió: Azia Animation (2009-2011). Szerzők: Igor Kraus és Arthur Kraus.

## Fordítás
Ez a szócikk részben vagy egészben  az   Aldar kose című angol Wikipédia-szócikk ezen változatának fordításán alapul.  Az eredeti cikk szerkesztőit annak laptörténete sorolja fel. Ez a jelzés csupán a megfogalmazás eredetét és a szerzői jogokat jelzi, nem szolgál a cikkben szereplő információk forrásmegjelöléseként.